# Pierre Humbert (mathématicien)
Pour les articles homonymes, voir Pierre Humbert et Humbert.
Pierre Humbert, né le 13 juin 1891 à Paris 8e et mort le 17 novembre 1953 à Montpellier, est un mathématicien français.

Il a notamment travaillé sur les fonctions elliptiques et l'équation de Pierre Humbert (en). Il est le fils de Georges Humbert (1859-1921) également mathématicien de renom et a épousé la fille d'Henri Andoyer (1862-1929) qui était astronome et mathématicien élu comme membre de l'Académie des sciences.

## Biographie
Ancien élève de l'École polytechnique (X 1910) et titulaire d'un doctorat ès sciences mathématiques de la Faculté des sciences de Paris (1918).
Vulgarisateur insatiable, il est l'auteur de plus d'une centaine de publications, ses thèmes de prédilections étant dans le domaine des mathématiques et de l'histoire des sciences.
Pierre Humbert occupe, comme professeur, la chaire d'Astronomie et de calcul différentiel et intégral durant 32 années à la Faculté des Sciences de Montpellier (FSM) de l'Université Montpellier 2, qui est devenue Laboratoire Univers et Particules de Montpellier (LUPM). Il est également examinateur à l'École polytechnique de 1942 à 1945.
Il crée, en 1919, le « Certificat d'Astronomie approfondie » à la faculté des Sciences de Montpellier. Ce dernier est abandonné en 1940.
À son initiative, la ville de Montpellier construit, en 1927, le cadran solaire analemmatique de la promenade du Peyrou.

## Publications
Sans être exhaustive, cette liste est issue des sites : Numdam et IdRef du Sudoc.
- Théorie de l'expertise en écritures et de l'analyse graphologique basées sur le Tableau des signes graphométriques, vol. 1, Paris, Société de graphologie, 1917, 28 p. (SUDOC 023171820)
- Université de Paris (1896-1968). Faculté des sciences, Sur les surfaces de Poincaré, vol. 1, Paris, Gauthier-Villars et Cie, 1918, 82 p. (SUDOC 089335171)
- Introduction à l'étude des fonctions elliptiques à l'usage des étudiants de la faculté des sciences, vol. 1, Paris, Librairie Scientifique J. Hermann, 1922, 38 p. (SUDOC 012737143)
- Henri Andoyer (dir.), Pierre Humbert, Charles Fabry et Albert Colson (préf. Émile Picard, ill. Boris Mestchersky), Histoire de la nation française : Histoire des sciences en France (Premier volume) Mathématiques, mécanique, astronomie, physique et chimie, Paris, Plon-Nourrit et Cie, coll. « Société de l'histoire nationale » (no XIV), 1924, 619 p. (SUDOC 010454667)
- Fonctions de Lamé et fonctions de Mathieu, vol. 1, Paris, Gauthier-Villars, coll. « Mémorial des sciences mathématiques » (no 10), 1926, 58 p. (ISSN 0025-9187, SUDOC 012847119)
- Une Lettre de Nicolas Antelme à Peiresc, vol. 1, Draguignan, impr. Négro, coll. « Bulletin de la Société d'études scientifiques et archéologiques de Draguignan » (no 38), 1931, 8 p. (SUDOC 133178013)
- Gassendi, météorologiste..., vol. 1, Paris, Société météorologique de France, coll. « La Météorologie » (no 70-72), 1931, 9 p. (SUDOC 13317817X)
- Pierre Antelme et Pierre Humbert, Un météorologiste provençal au XVIIe siècle, vol. 1, Cannes, Imprim. Cruvès & Cie, coll. « Mémoires de la Société d'études scientifiques et archéologiques de Draguignan » (no 33), 1932, 55 p. (SUDOC 132514966)
- Pierre Duhem (1861-1916), vol. 1, Paris, Bloud et Gay, 1932, 147 p. (SUDOC 190108363, présentation en ligne, lire en ligne [PDF])
- Un amateur : Peiresc (1580-1637), vol. 1, Paris, Desclée de Brouwer et Cie, 1933, 324 p. (SUDOC 009031049)

- Prix Bordin de l’Académie française en 1934
- Le calcul symbolique, vol. 1, Paris, J. Hermann & Cie, coll. « Actualités scientifiques et industrielles » (no 147), 1934, 31 p. (ISSN 0365-6861, SUDOC 019629834)
- Un météorologiste oublié, Jean-Louis-François Morin..., vol. 1, Paris, Société météorologique de France, coll. « La Météorologie » (no 119), 1935, 12 p. (SUDOC 133177858)
- Potentiels et pré-potentiels  (préf. Louis de Broglie (1892-1987)), vol. 1, Paris, Gauthier-Villars, coll. « Cahiers scientifiques » (no 15), 1936, 80 p. (ISSN 0750-2265, SUDOC 007663919)
- L'œuvre astronomique de Gassendi, vol. 1, Paris, J. Hermann & Cie, coll. « Actualités scientifiques et industrielles » (no 378), 1936, 31 p. (SUDOC 02258529X)
- De Mercure à Pluton, planètes et satellites, vol. 1, Paris, Albin Michel, coll. « Sciences d'aujourd'hui », 1939, 190 p. (ISSN 0246-5558, SUDOC 024585165)
- L'expedition astronomique de Jean Lombard (1612), vol. 1, Draguignan, Oliver-Joulian, coll. « Mémoires de la Société d'études scientifiques et archéologiques de Draguignan » (no 53), 1939, 26 p. (SUDOC 132515210)
- Le temps qu'il faisait à Aix dans l'hiver 1611-1612..., vol. 1, Paris, Société météorologique de France, coll. « La Météorologie » (no 19), 1939, 3 p. (SUDOC 133177793)
- Marcel Moye (1873-1939), vol. 1, Paris, coll. « Bulletin « Ciel et terre » » (no 3), 1940 (lire en ligne)
- Cours d'astronomie. Fascicule I, Astronomie de position, vol. 1, Paris, Centre de documentation universitaire, Tournier et Constans, 1940, 48 p. (SUDOC 146989295)
- Cours d'astronomie. Fascicule II, Erreurs et corrections, vol. 1, Paris, Centre de documentation universitaire, Tournier et Constans, 1940, 31 p. (SUDOC 146989546)
- Cours d'astronomie. Fascicule III, Mécanique céleste, vol. 1, Paris, Centre de documentation universitaire, Tournier et Constans, 1940, 117 p. (SUDOC 146989813)
- L'aube des observations astronomiques à Montpellier, vol. 1, Montpellier, impr. de la Charité, coll. « Monspeliensia » (no 2, fasc. 3), 1940, 6 p. (SUDOC 133178277)
- Norman William Mac Lachlan et Pierre Humbert (préf. Louis de Broglie (1892-1987)), Formulaire pour le calcul symbolique, vol. 1, Paris, Gauthier-Villars, coll. « Mémorial des sciences mathématiques » (no 100), 1941, 65 p. (ISSN 0025-9187, SUDOC 012881619)
- Les astronomes français de 1610 à 1667, vol. 1, Draguignan, Imp. Raybaud et Grange, coll. « Bulletin de la Société d'études scientifiques et archéologiques de la ville de Draguignan » (no 63), 1942, 72 p. (ISSN 0991-921X, SUDOC 124815669)
- Histoire des sciences, vol. 1, Paris, Éditions de la Revue des jeunes, coll. « Initiations » (no 5), 1943, 81 p. (SUDOC 085097276)
- Pierre Humbert et Augustin Fliche (1884-1951), Aimé Forest (1898-1983), (de) Pierre Jourda (1898-1978), Association Guillaume-Budé, Quelques aspects de l'humanisme médiéval : Conférences données dans le grand amphithéâtre de la Faculté des lettres de Montpellier, vol. 1, Paris, Société d'édition les Belles lettres, 1943, 63 p. (SUDOC 007922892)
- L'œuvre scientifique de Blaise Pascal (1623-1662) cet effrayant génie..., vol. 1, Paris, Albin Michel, 1947, 262 p. (SUDOC 015999068)
- Histoire des découvertes astronomiques, vol. 1, Paris, Éditions de la Revue des jeunes, coll. « Initiations » (no 15), 1948, 272 p. (SUDOC 017009553)
- Pierre Humbert et Serge Colombo (1911-2000) (préf. Jean Cabannes (1885-1959)), Introduction mathématique à l'étude des théories électromagnétiques : Fascicule 1, Analyse vectorielle, transformation conforme, théorie du potentiel, vol. 1, Paris, Gauthier-Villars, coll. « Collection technique du C.N.E.T », 1949, 149 p. (SUDOC 017915864)
- Norman William Mac Lachlan, Pierre Humbert et Louis Poli (1894-19..), Formulaire pour le calcul symbolique. Supplément : Fascicule 1, Analyse vectorielle, transformation conforme, théorie du potentiel, vol. 1, Paris, Gauthier-Villars, coll. « Mémorial des sciences mathématiques » (no 113), 1950, 62 p. (ISSN 0025-9187, SUDOC 016466330)
- Norman William Mac Lachlan et Pierre Humbert, Formulaire pour le calcul symbolique : 2e édition revue et corrigée, vol. 1, Paris, Gauthier-Villars, coll. « Mémorial des sciences mathématiques » (no 100), 1950, 65 p. (ISSN 0025-9187, SUDOC 024076473)
- Norman William Mac Lachlan et Pierre Humbert, L'astronomie en France au dix-septième siècle, vol. 1, Alençon, impr. de Poulet-Malassis, coll. « Université de Paris. Les Conférences du Palais de la découverte » (no 8, Série D), 1952, 16 p. (SUDOC 064684121)
- Philosophes et savants, vol. 1, Paris, Flammarion, coll. « Bibliothèque de philosophie scientifique », 1953, 224 p. (SUDOC 012359483)
- Pierre Humbert et Serge Colombo (1911-2000), Le calcul symbolique et ses applications à la physique mathématique : 2e édition revue et augmentée, vol. 1, Paris, Gauthier-Villars, coll. « Mémorial des sciences mathématiques » (no 158), 1965, 74 p. (ISSN 0025-9187, SUDOC 012894141)
- (Sans date) Cours d'astronomie, vol. 1, Paris, Centre de documentation universitaire, coll. « Cours de l'université de Montpellier. Certificats d'études supérieures d'astronomie et astronomie approfondie », s.d, 117 p. (SUDOC 14567732X)

### Éditeur scientifique
- Georges Humbert (1859-1921) (préf. Paul Painlevé, Éditeurs scientifiques Pierre Humbert (1891-1953) et Gaston Julia (1893-1978)), Œuvres de Georges Humbert. Tome I, vol. 1, Paris, Gauthier-Villars et Cie, 1929, 555 p. (SUDOC 022676244)
- Georges Humbert (1859-1921) (Éditeurs scientifiques Pierre Humbert (1891-1953) et Gaston Julia (1893-1978)), Œuvres de Georges Humbert. Tome II, vol. 1, Paris, Gauthier-Villars, 1936, 574 p. (SUDOC 022676279)
- Léon Bloy (1846-1917) (préf. Pierre Humbert, Éditeur scientifique Pierre Humbert (1891-1953)), Lettres à Philippe Raoux, vol. 1, Paris, Desclée de Brouwer, coll. « Les Îles (Paris) », 1937, 277 p. (ISSN 0993-5932, SUDOC 025107321)

### Traducteur
- Edmund Taylor Whittaker (1873-1956) (trad. Pierre Humbert (1891-1953)), Le commencement et la fin du monde : suivi de Hasard, libre arbitre et nécessité dans la conception scientifique de l'univers, vol. 1, Paris, Éditions Albin Michel, coll. « Cahiers de la collection Sciences d'aujourd'hui », 1953, 186 p. (ISSN 1155-5513, SUDOC 066545943)